# František Bláha (poslanec Moravského zemského sněmu)
František Bláha, též František Blaha nebo Franz Blaha (15. září 1813 Zábrdovice – 5. března 1879 Staatz), byl rakouský římskokatolický duchovní a politik české národnosti z Moravy, poslanec Moravského zemského sněmu.

## Biografie
V roce 1835 vystudoval teologii v Brně. Od března 1856 do dubna 1876 působil jako farář v Heralticích. Pak získal proboštní prebendu v dolnorakouském Staatzu.
Zapojil se i do vysoké politiky. V doplňovacích zemských volbách roku 1866 byl zvolen na Moravský zemský sněm, kde zastupoval kurii venkovských obcí, obvod Jihlava, Velké Meziříčí, Třebíč. Je uváděn jako kandidát národní strany, v jiném zdroji coby kandidát slovanské strany.
Zemřel v březnu 1879.